# 지역계획
지역계획(地域計劃) 또는 리저널 플래닝(regional planning)은 도시계획, 지방계획, 국토계획 등을 전부 아우르는 용어이다. 일정의 지역이 사회·경제·문화 등의 면에서 유기적으로 연결되어 있는 곳을 종합적으로 개발하는 계획이다. 지역계획 안에서는 국토계획·지방계획이 상위의 계획이고, 도시계획은 하위의 계획이다. 그러나 이들의 계획에 있어서 공통적인 점은 인구의 배분, 도시의 배치, 도시와 정비의 개발이라는 3개의 공통점이 있다. 대한민국은 산업의 급격한 발전에 따라 인구의 도시, 특히 대도시에로의 인구집중이 심하다. 그래서 일부적인 도시계획을 가지고는 이 거대한 인구의 동태를 조정할 수 없게 된다. 이런 점으로 보면, 국토계획이나 지방계획을 하나하나의 도시에 어떻게 적용시킬 것인가의 역할을 하는 것을 지역계획이라고도 말할 수 있다. 좁은 뜻으로는, 비교적 소규모의 계획으로 도시의 구획에 걸친 것까지도 지역계획이라고 말할 수 있다.

## 같이 보기
- 도시 계획